# Pou de Lahai-Roí
El Pou de Lahai-Roí en el gènesi, capítol setzè, és aquell en què un àngel es presentà a Agar i li digué que el fill que gestava tindria una descendència tan nombrosa que seria incomptable. Per això li va demanar que tornés amb Abram i s'humiliés davant de Sara. Estava prop del camí de Xur, entre Cadeix i Bèred. És també on es conegueren Rebeca i Isaac.